# Ivan Kotliarevski
Ivan Petrovych Kotliarevsky (ucraniano: Іван Петрович Котляревський; 9 de setembro [O.S. 29 de agosto] de 1769 - 10 de novembro [O.S. 29 de outubro] de 1838) foi um escritor, poeta, dramaturgo e ativista social ucraniano, considerado o pioneiro da literatura ucraniana moderna. Sua principal obra é o poema Eneida.

## Biografia
Kotliarevsky nasceu em 9 de setembro [O.S. 29 de agosto] de 1769 na cidade ucraniana de Poltava, na família do escrivão Petro Kotliarevsky. Os Kotliarevskys pertenciam à nobreza ucraniana, mas não eram ricos. Eles possuíam uma pequena propriedade em Poltava e um terreno nas proximidades. Depois de estudar no Seminário Teológico de Poltava (1780-1789), ele trabalhou como tutor para a nobreza em propriedades rurais, onde se familiarizou com a vida popular ucraniana e o vernáculo camponês. Ele serviu no Exército Imperial Russo entre 1796 e 1808 no Regimento Siversky Karabiner. Kotliarevsky participou da Guerra Russo-Turca (1806-1812) como capitão de estado-maior, durante a qual as tropas russas sitiaram a cidade de Izmail. Em 1808, ele se aposentou do exército. Em 1810, tornou-se administrador de uma instituição para a educação de filhos de nobres pobres. Em 1812, durante a invasão francesa da Rússia, ele organizou o 5º Regimento de Cossacos Ucranianos na cidade de Horoshyn (Khorol uyezd, Governadoria de Poltava), sob a condição de que ele seria deixado após a guerra como uma formação militar permanente. Por esse motivo, recebeu o posto de major.
Ele ajudou a encenar produções teatrais na residência do governador-geral de Poltava e foi o diretor artístico do Teatro Livre de Poltava entre 1812 e 1821. Em 1818, juntamente com Vasyl Lukashevych, V. Taranovsky e outros, tornou-se membro da Loja Maçônica de Poltava Liubov do istyny (Amor à verdade). Kotliarevsky participou da compra do ator Mikhail Shchepkin para sair da servidão. De 1827 a 1835, dirigiu várias agências filantrópicas. Ele morreu em 10 de novembro [O.S. 29 de outubro] de 1838. Pouco antes de sua morte, ele libertou seus servos e distribuiu sua propriedade a parentes e conhecidos. Ele foi enterrado em Poltava.

## Primeiro escritor ucraniano moderno
Kotliarevsky escreveu seus primeiros poemas enquanto estudava no Seminário Teológico de Poltava e os publicou no almanaque satírico Poltavska mukha (Mosca de Poltava). Em 1794, começou a trabalhar em sua obra literária mais conhecida, o poema de falso herói Eneida (em ucraniano:  Енеїда). As três primeiras partes foram publicadas em São Petersburgo (sem a permissão do autor) em 1798. Sua publicação é geralmente considerada como o ponto de partida da literatura ucraniana moderna, pois marcou o início do uso do ucraniano vernacular como língua literária. A quarta parte foi publicada em 1809, e a quinta e a sexta partes foram concluídas por volta de 1820, embora a primeira edição completa da obra tenha sido publicada somente em 1842, após a morte do autor.
Eneida de Kotliarevsky baseou-se em uma tradição de paródias da Eneida de Virgílio na literatura europeia. Em particular, seu principal modelo foi o poema anterior Virgilieva Eneida, vyvorochennaya naiznaku (A Eneida de Virgílio virada do avesso), publicado em 1791 pelo poeta russo Nikolay Osipov (completado por Alexander Kotelnitsky), mas o trabalho de Kotliarevsky é absolutamente diferente. Em Eneida, os heróis troianos da Eneida são transformados em cossacos zaporojianos, enquanto os deuses do Olimpo se tornam proprietários impiedosos. Ela reflete a memória do recém-destruído Zaporozhian Sich e do Hetmanato Cossaco e o atual ponto alto da servidão imposta pela Rússia na Ucrânia. Satiriza as classes sociais das eras passada e presente. A obra tornou-se muito popular em sua época e inspirou várias imitações. Com Eneida, Kotliarevsky também introduziu na poesia ucraniana o verso silábico-acentual, que substituiu a versificação silábica anterior, considerada menos adequada para a língua ucraniana, que era acentuada aleatoriamente. Ele usou o tetrâmetro iâmbico em estrofes de dez linhas com rimas regulares.
As duas peças de Kotliarevsky, a comédia Natalka Poltavka (Natalka de Poltava) e o vaudeville Moskal-Charivnyk (O soldado-feiticeiro), tiveram um papel importante no desenvolvimento do teatro nacional ucraniano.

## Visões
Pavlo Petrenko escreve que a visão de mundo de Kotliarevsky era “guiada por critérios morais e não sociopolíticos, e sua simpatia pelo campesinato ucraniano oprimido social e nacionalmente estava subordinada à sua lealdade à autocracia czarista”.

## Legado
De acordo com Pavlo Petrenko, “a influência de Kotliarevsky é evidente não apenas nas obras de seus sucessores imediatos (Hryhorii Kvitka-Osnovianenko, Taras Shevchenko, Yakiv Kukharenko, K. Topolia, Stepan Pysarevsky e outros), mas também nas peças etnográficas da segunda metade do século XIX e na literatura russa (as obras dos ucranianos Nikolai Gogol e Vasilii Narezhny) e bielorrussa (o anônimo Eneida navyvarat [A Eneida Travestida]).”
As obras completas de Kotliarevsky foram publicadas em Kiev em 1952, 1953 e 1969. Em 1952, o Museu Kotliarevsky foi inaugurado em Poltava. A Universidade Nacional de Artes de Kharkiv I. P. Kotlyarevsky, em Kharkiv, Ucrânia, recebeu seu nome. Vários monumentos foram erguidos em Kiev em sua homenagem.